# Piața Alexandru Mocioni

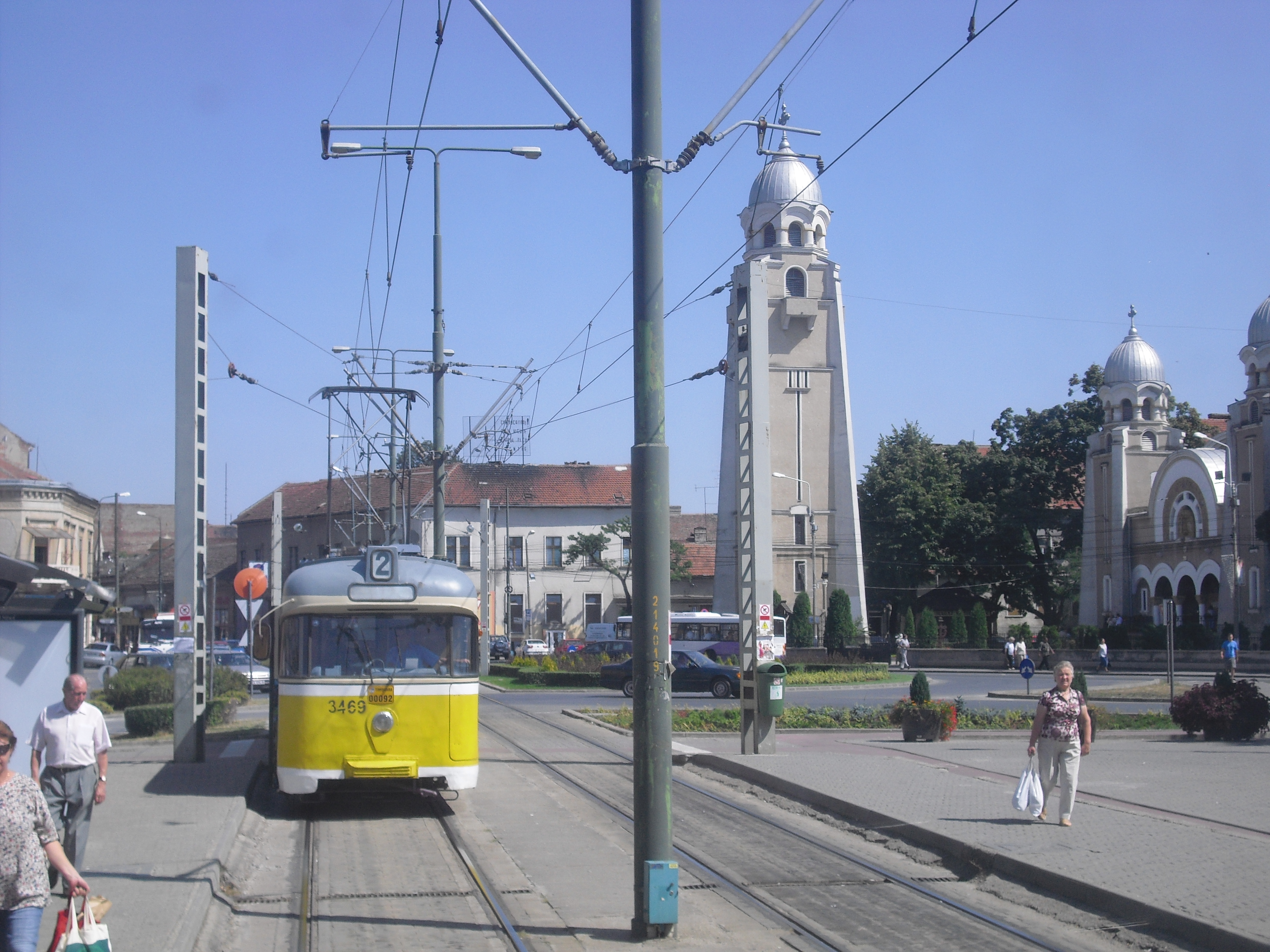
Piața Alexandru Mocioni (2009), im Hintergrund die Kirche der Jungfrau Maria Geburt auf der benachbarten Piața Sinaia

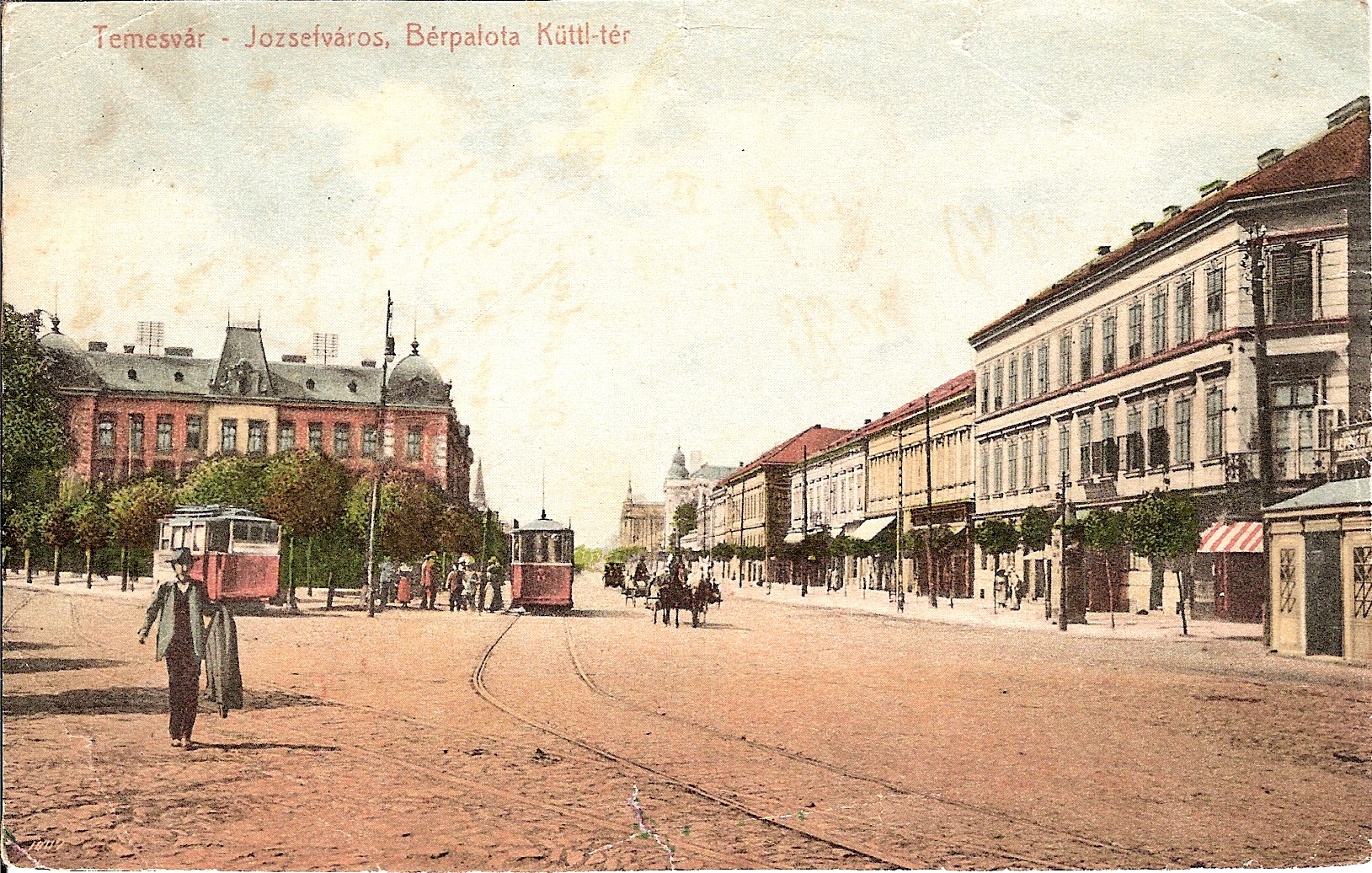
Der Platz kurz nach der Jahrhundertwende

Die Piața Alexandru Mocioni ist ein dreieckiger Platz in der rumänischen Stadt Timișoara. Sie wurde nach dem Politiker Alexandru Mocioni (1841–1909) benannt, der seinerzeit die rumänische Minderheit im ungarischen Parlament vertrat. Der Platz liegt im Stadtteil Iosefin, direkt an der Bezirksgrenze zum Stadtteil Elisabetin, der im Zuge des Bulevardul 16 Decembrie 1989 an den Platz grenzt. Während der Rumänischen Revolution 1989 fanden auch auf der Piața Alexandru Mocioni Unruhen statt.

## Namensgeschichte
Im 19. Jahrhundert hießen sowohl die heutige Piața Alexandru Mocioni als auch ihr ebenfalls dreieckiges Elisabethstädter Pendant – die Piața Sinaia jenseits des Bulevardul 16 Decembrie 1989 – einheitlich József tér, benannt nach Franz Joseph I. Zusammen bildeten beide Platzhälften annähernd ein Quadrat. 
Noch im 19. Jahrhundert benannte die Stadtverwaltung schließlich die Josefstädter Platzhälfte in Küttl tér um. Namensgebend war der 1875 gestorbene frühere Bürgermeister der Stadt Károly Küttl, seit 2006 erinnert eine dreisprachige Gedenktafel an ihn. Mit Beginn der rumänischen Zeit nach dem Ersten Weltkrieg trug der Platz zunächst den Namen Piața Axente Sever, in der sozialistischen Ära hier er dann Piața Ștefan Furtună, einem Protagonisten des rumänischen Bauernaufstands von 1907. Ihren heutigen Namen bekam die Piața Alexandru Mocioni in den 1990er Jahren. In der deutschen Bevölkerung ist bis heute die umgangssprachliche Bezeichnung Küttel-Platz gebräuchlich. 
Die Piața Sinaia, auf der auch die in den 1930er Jahren erbaute Kirche der Jungfrau Maria Geburt steht, hieß in der Zwischenkriegszeit Piața Asănești. Ihre heutige Bezeichnung erhielt sie in der sozialistischen Zeit. 